# Resolutie 2312 Veiligheidsraad Verenigde Naties
Resolutie 2312 van de Veiligheidsraad van de Verenigde Naties werd met veertien stemmen voor en één onthouding aangenomen door de VN-Veiligheidsraad op 6 oktober 2016. De resolutie verlengde de toestemming aan landen om vaartuigen die ervan werden verdacht migranten te smokkelen vanuit Libië te inspecteren met een jaar.

## Standpunten
De vertegenwoordiger van Venezuela zei na de stemming dat hij zich net als vorige keer met resolutie 2240 had onthouden omdat men de gegeven toestemming niet de juiste manier vond om om te gaan met mensen die vluchten van oorlog en armoede, zelfs al waren velen slachtoffers van mensensmokkelaars. Er bleven doden vallen, en de smokkelroutes werden gewoon verlegd. In plaats van een militaire actie moesten de onderliggende oorzaken van de migratie aangepakt worden. Deze resolutie leek als doel te hebben te verhinderen dat migranten bepaalde landen zouden bereiken, uit xenofobie en om hun verantwoordelijkheden te ontlopen.
De vertegenwoordiger van het Verenigd Koninkrijk was het ermee eens dat een brede aanpak nodig was, en dat de huidige ongecontroleerde migratie tot een acute crisis had geleid, met vele doden ten gevolge van de mensensmokkel. Door de EU-operatie Sophia waren ruim 90 smokkelaars gevat en meer dan 26 000 mensen gered. Het probleem was echter nog niet van de baan, en dus moest de operatie kunnen doorgaan als onderdeel van een bredere strategie om om te gaan met massamigratie.
De Libische vertegenwoordiger zei dat zijn land door de ligging ervan tussen onstabiele arme landen en Europa in het epicentrum van de crisis lag. De Libische kustwacht had velen kunnen redden, en hij stelde Europese operaties met hetzelfde doel op prijs. Ook hij vond dat de onderliggende oorzaken moesten worden aangepakt, zoals het beëindigen van conflicten en de strijd tegen armoede. De landen waar migranten vandaan kwamen en die waar ze naartoe gingen moesten daarvoor samenwerken, en de EU speelde een hoofdrol in het bepalen van die langetermijnstrategie.

## Achtergrond
Volgend op de Eerste Libische Burgeroorlog in 2011 verzeilde Libië in chaos. Mensensmokkelaars profiteerden hiervan om migranten uit de sub-Sahara door Libië te smokkelen en op bootjes richting Europa te zetten. Het land werd een van de voornaamste doorgangen naar Europa.
In 2016 bereikten meer dan 360.000 migranten via de Middellandse Zee vooral Italië en Griekenland. 5079 anderen kwamen daarbij om of raakten vermist.

## Inhoud
Migrantensmokkel en mensenhandel zijn twee verschillende misdaden, die elk een eigen gevolg vereisten. De smokkel van migranten op de Middellandse Zee bleef met rampen gepaard gaan, waarbij duizenden waren omgekomen. Daarachter zaten soms misdaadorganisaties, die migranten uitbuitten en voorlogen om ze dan op gevaarlijke wijze te smokkelen uit geldgewin en zonder belang te hechten aan hun leven. Alle migranten, ongeacht hun status, moesten humaan behandeld worden en hun rechten gerespecteerd. Landen werden dan ook gevraagd zich te houden aan hun verplichtingen onder het internationaal humanitair- en vluchtelingenrecht, en hun verplichting om de mensenrechten van migranten te beschermen; ook door migranten die uit de zee waren gered bijstand te verlenen. Landen moesten hiertoe samenwerken, door onder meer informatie uit te wisselen, en vermijden dat hun aanpak migranten kwetsbaarder zou maken.
Men vreesde dat migrantensmokkel en mensenhandel geld opbrachten voor de georganiseerde misdaad en terreurnetwerken in Libië, en aldus de burgeroorlog in dat land verergerden. De regering van Nationaal Akkoord werd verantwoordelijk geacht om hier iets tegen te doen, maar daar liep het mis. Daarom kreeg men hulp van de Europese Unie via Frontex, dat de Europese buitengrenzen bewaakt, en EUBAM Libya, dat Libië helpt zijn eigen grenzen beter te bewaken. Ook had de EU haar EUNAVFOR MED Operatie Sophia in de Middellandse Zee verlengd en uitgebreid, en leverde nu ook ondersteuning aan de Libische kustwacht en marine.
Landen die betrokken waren bij de strijd tegen illegale migratie kregen opnieuw gedurende twaalf maanden toestemming om vaartuigen voor de Libische kust te inspecteren als er gegronde vermoedens waren dat ze gebruikt werden door misdaadorganisaties voor migrantensmokkel en mensenhandel. Het was daarbij de bedoeling de smokkelaars te schaden en slachtoffers te voorkomen, en niet om migranten te verhinderen bescherming als vluchteling te vragen.
Lijst ·  2260 ·  2261 ·  2262 ·  2263 ·  2264 ·  2265 ·  2266 ·  2267 ·  2268 ·  2269 ·  2270 ·  2271 ·  2272 ·  2273 ·  2274 ·  2275 ·  2276 ·  2277 ·  2278 ·  2279 ·  2280 ·  2281 ·  2282 ·  2283 ·  2284 ·  2285 ·  2286 ·  2287 ·  2288 ·  2289 ·  2290 ·  2291 ·  2292 ·  2293 ·  2294 ·  2295 ·  2296 ·  2297 ·  2298 ·  2299 ·  2300 ·  2301 ·  2302 ·  2303 ·  2304 ·  2305 ·  2306 ·  2307 ·  2308 ·  2309 ·  2310 ·  2311 ·  2312 ·  2313 ·  2314 ·  2315 ·  2316 ·  2317 ·  2318 ·  2319 ·  2320 ·  2321 ·  2322 ·  2323 ·  2324 ·  2325 ·  2326 ·  2327 ·  2328 ·  2329 ·  2330 ·  2331 ·  2332 ·  2333 ·  2334 ·  2335 ·  2336